# 심프슨 공식

임의의 함수 f(x)의 적분값은 이차 함수 P(x)의 적분값으로 어림 잡을 수 있다.

심프슨 공식(영어: Simpson's rule)은 수치 해석에서 뉴턴-코츠 공식의 한 경우로, 토머스 심프슨이 만든 적분법이다. 이 법칙은 다음과 같은 적분식의 근사값을 구하는 데 쓰인다.
{\displaystyle \int _{a}^{b}f(x)\,dx}

## 기본
심프슨 공식은 {\displaystyle P(x)}라는 이차방정식을 이용해 {\displaystyle f(x)}의 근사값을 구한다. 이때 {\displaystyle P(x)}는 a, b, 그리고 둘의 중간값 {\displaystyle m=\textstyle {\frac {a+b}{2}}}에서 {\displaystyle f(x)}와 같은 값을 갖는 근사식이다. 라그랑주의 다항식 보간법을 사용해서 {\displaystyle P(x)}를 구하면 다음을 얻는다.
{\displaystyle P(x)=f(a){\frac {(x-m)(x-b)}{(a-m)(a-b)}}+f(m){\frac {(x-a)(x-b)}{(m-a)(m-b)}}+f(b){\frac {(x-a)(x-m)}{(b-a)(b-m)}}}
이 식을 전개하면 심프슨 공식으로 알려진 다음 공식을 구할 수 있다.
{\displaystyle \int _{a}^{b}f(x)\,dx\approx \int _{a}^{b}P(x)\,dx={\frac {b-a}{6}}\left[f(a)+4f\left({\frac {a+b}{2}}\right)+f(b)\right]}
이 공식으로 적분을 구할 때 생기는 오차는 다음과 같다. 여기서 {\displaystyle h=\textstyle {\frac {b-a}{2}}}와 {\displaystyle \xi }는 a와 b 사이에 있는 임의의 숫자이다.
{\displaystyle -{\frac {h^{5}}{90}}f^{(4)}(\xi )}

## 심프슨 공식의 확장

### 심프슨 1법칙
위의 공식은 적분 구간 {\displaystyle [a,b]}이 작을 때는 적합하지만 그렇지 않으면 상당한 오차를 가진 값이 나온다. 대부분의 경우 적분 구간이 작지 않으므로, 먼저 몇 개의 작은 구간으로 나누고 각 구간에 심프슨의 법칙을 적용해 그 값들을 합해야 한다. 여기서 확장된 공식을 유도할 수 있다. 측량학에서는 면체적 측량 시 쓰이며 심프슨 1법칙이라고 부른다.
{\displaystyle \int _{a}^{b}f(x)\,dx\approx {\frac {h}{3}}{\bigg [}f(x_{0})+2\sum _{j=1}^{n/2-1}f(x_{2j})+4\sum _{j=1}^{n/2}f(x_{2j-1})+f(x_{n}){\bigg ]}}
이 식에서 {\displaystyle n}은 구간 {\displaystyle [a,b]}을 나눈 부분구간의 총 개수를 뜻하며 짝수여야 하고, {\displaystyle h=\textstyle {\frac {b-a}{n}}}은 각 부분구간의 길이이다. 면적측량 시 n이 홀수라면 남는 부분은 사다리꼴의 넓이로 계산하여 더해준다. 이 공식을 정리하면 다음과 같이 쓸 수도 있다.
{\displaystyle \int _{a}^{b}f(x)\,dx\approx {\frac {h}{3}}{\bigg [}f(x_{0})+4f(x_{1})+2f(x_{2})+4f(x_{3})+...+4f(x_{n-1})+f(x_{n}){\bigg ]}}
심프슨의 법칙의 오차로부터 이 공식의 오차를 다음과 같이 구할 수 있다. 여기서 {\displaystyle h=\textstyle {\frac {b-a}{n}}}이며 각 부구간의 크기를 나타낸다.
{\displaystyle -{\frac {h^{4}}{180}}(b-a)f^{(4)}(\xi )}

### 심프슨 2법칙
n이 3의 배수일 때 3개의 h씩 묶어 면적을 계산하여 다음 식으로 전체 면적을 구할 수도 있다. n이 3의 배수가 아니면, 2법칙을 적용하고 남는 구간은 심프슨 1법칙으로 계산해서 더한다.
{\displaystyle {\frac {3}{8}}h[f(x_{0})+2\Sigma f(x_{\text{3의  배 수 }})+3\Sigma f(x_{\text{남 은  수 }})+f(x_{n})]}

## 같이 보기
- 사다리꼴 공식